# Courseulles-sur-Mer
Courseulles-sur-Mer er en kommune i Calvados departmentet i Basse-Normandie regionen i det nordvestlige Frankrig.
Det er en populær turistby ikke kun blandt de lokale, men også blandt udenlandske besøgende, som kommer for at besøge invasionsstrandene i Normandiet. Om sommeren når indbyggertallet op på 15.000 på grund af det store antal sommerhuse, som fortrinsvis ejes af folk fra Paris.
Byen er delt i to af floden Seulles. Nu om stunder er havnen i Courseulles fuldt af fiskerbåde og fritidssejlere, der kom så langt væk som fra Holland, men i sommeren 1944 brugte det canadiske militær havnen til at losse omkring 1.000 tons forsyninger om dagen i de to første uger efter D-dag den 6. juni 1944.

## Historie
Over 14.000 canadiere stormede den 8 km lange kyststrækning mellem Graye-sur-Mer og St. Aubin-sur-Mer den 6. juni 1944. De blev fulgt af yderligere 150.000 canadiske tropper i løbet af de følgende måneder. Canadiske soldater fra 3. canadiske infanteridivision og 2. canadiske pansrede brigade udgjorde angrebsstyrken på Juno Beach, og de led tab på 1.074 mand, heraf 369 døde på D-dag. Canadierne nåede omtrent 16 km ind i landet på den første dag, længere end nogen anden landgangsstyrke på D-dag. Den canadiske krigskirkegård ved Bény-Reviers indeholder gravene for 2.043 canadiere og 1 franskmand. Jorden til denne kirkegård blev doneret af den franske stat til Canadas regering efter 2. verdenskrig, og ligger 6 km inde i landet fra Courseulles-sur-Mer ved Route 79.
Juno Beach Centre er et museum ved Courseulles-sur-Mer i centrum af Juno Beach. Museet blev åbnet den 6. juni 2003.
- Rådhuset
- Lystbådehavnen
- Travlhed på stranden 6. juni 1944

- Wikimedia Commons har flere filer relateret til Courseulles-sur-Mer